# Julián Gil
Julián Gil, właściwie Julián Elías Gil Beltrán (ur. 13 czerwca 1970 w Buenos Aires) – argentyński aktor telewizyjny i teatralny, model, animator kultury i impresario.

## Życiorys
Urodził się w Buenos Aires w Argentynie. Ma dwie siostry. Dorastał w Portoryko, a między dziewiątym a piętnastym rokiem życia wychowywał się w Wenezueli. Potem mieszkał w Miami. W 1993 rozpoczął swoją karierę rozpoczął jako model i brał udział m.in. w sesji zdjęciowej w Maroku. Pracował także jako impresario i animator kultury.
W 1995 zadebiutował w teatrze w spektaklu Królowa pszczół (La abeja reina) w Portoryko. Później występował na scenie między innymi w przedstawieniach: Zbrodnia ojca Amaro (El crimen del padre Amaro), Seks, wstyd i łzy (Sexo, pudor y lagrimas), Księżniczka w jeziorze łabędzim (La princesa en el lago de los cisnes) i Tarzan (Tarzán).
Po raz pierwszy trafił na kinowy ekran w portorykańskim dramacie sensacyjno-przygodowym Ponad limit (Más allá del límite, 2002). Sympatię telewidzów przyniosła mu postać Stellara w telenoweli Telemundo Decyzja (Decisiones, 2007) u boku Roberto Mateosa, Jorge’a Luisa Pily, Andrésa Garcíi Jr., Paoli Andrey Rey i Gabrieli Spanic.
Był żonaty z Brendą Torres, z którą ma córkę Nicolle Alejandrę (ur. 30 stycznia 1986). Ma też syna Juliána, Jr. (ur. 20 września 1995) ze związku z Maríą Hildą Riverą. Od 2011 do marca 2017 był związany z Marjorie De Sousą, z którą ma syna Matíasa Gregorio (ur. 27 stycznia 2017).

## Filmografia

### Filmy fabularne
| Rok  | Tytuł                             | Rola          | Reżyser             |
| ---- | --------------------------------- | ------------- | ------------------- |
| 2001 | Marina                            | John          | Jaume Domènech      |
| 2002 | Ponad limit (Más allá del límite) |               | Eric Delgado        |
| 2004 | La Caja de problemas (TV)         | Jardinero     | David Aponte        |
| 2005 | Fuego en el Alma                  | Millo         | Abdiel Colberg      |
| 2006 | El milagro de Coromoto            | Jaime         | Abigaíl Truchsess   |
| 2010 | Entre piernas                     | Paco          | Bertha Gazga        |
| 2014 | Lotoman 003                       | El Boricua    | Archie Lopez        |
| 2016 | Loki 7                            | Rodrigo       | Ernesto Alemany     |
| 2017 | Santiago Apóstol                  | apostoł Jakub | Alan Coton          |
| 2018 | Locos de Amor 2                   |               | Frank Pérez-Garland |

### Telenowele/Seriale TV
| Rok       | Tytuł                                   | Rola                         |
| --------- | --------------------------------------- | ---------------------------- |
| 2000      | Tres amigas                             |                              |
| 2002      | Mi conciencia y yo                      | Alfonso                      |
| 2006      | Decyzja (Decisiones)                    | Stellar                      |
| 2006      | Wszystko poza (Por todo lo alto)        | Halcon                       |
| 2007      | Osaczona (Acorralada)                   | Francisco ‘Pancholón’ Suárez |
| 2007      | Isla Paraíso                            | Armando                      |
| 2007      | Mi adorada Malena                       | Mateo                        |
| 2008      | Valeria                                 | Daniel Ferrari               |
| 2008      | Zakupiona miłość (Amor comprado)        | Esteban Rondero              |
| 2008      | Gabriel                                 | dr Bernardo Padron           |
| 2008      | Los Barriga                             | Francesco Cezanne            |
| 2009      | Zaklęta miłość (Sortilegio)             | Ulises Villaseñor            |
| 2010      | Valientes                               | Leonardo Soto                |
| 2010-2011 | Eva Luna                                | Leonardo Arismedi            |
| 2011-2012 | Zakazane uczucie (La que no podia amar) | Bruno Rey                    |
| 2012      | ¿Quién eres tú?                         | Felipe Esquivel              |
| 2013      | Los secretos de Lucia                   | Robert Neville               |
| 2014      | Misterio’s: Llamas de sueños            | Leonardo Aguilar             |
| 2014      | Hasta el fin del mundo                  | Patricio Iturbide            |
| 2016      | Sueño de amor                           | Ernesto de la Colina         |
| 2018      | Por amar sin ley                        | Carlos Ibarra                |

## Role teatralne
| Rok  | Tytuł                                | Rola                      |
| 1995 | La abeja reina                       |                           |
| 1999 | Por el medio si no hay remedio       |                           |
| 2000 | Nueve semanas y media                |                           |
| 2000 | Sexo, pudor y lagrimas               |                           |
| 2001 | En pelotas                           | Papito                    |
| 2002 | Los gallos salvajes                  | Luciano Miranda Jr.       |
| 2002 | El cotorrito by the sea              | transwestyta ‘Bugambilia’ |
| 2003 | Luminaria                            | Franz                     |
| 2003 | Tarzan – Salvemos la selva           | Tarzan                    |
| 2004 | El mal mundo                         |                           |
| 2004 | La princesa en el lago de los cisnes |                           |
| 2005 | El crimen del Padre Amaro            | Padre Amaro Viera         |
| 2007 | Descarados                           |                           |
| 2008 | Los hombres aman a las cabronas      | Jorge                     |
| 2010 | Sortilegio El Show                   | Ulises Villaseñor         |
| 2013 | Aquel Tiempo de Campeones            | Phil Romano               |
| 2015 | Divorciémonos mi amor                | Benigna „Benny”           |